# Меркин, Давид Рахмильевич
Давид Рахмильевич Меркин (1912—2009) — советский учёный-механик, доктор физико-математических наук, профессор; автор многих научных работ и учебников; ученик Наума Ильича Идельсона.

## Биография
Родился 18 сентября 1912 года в городе Орша. Отец был бухгалтером, мать — домохозяйкой, в семье было четверо детей — две дочери и два сына.
Окончив семь классов, Давид бросил школу и поступил в фабрично-заводское училище при прядильно-ниточном комбинате, после окончания которого проработал три года рабочим. Для завершения среднего образования он поступил на вечерний рабочий факультет при Текстильном институте, окончив который был зачислен в январе 1935 года на первый курс этого же института. Окончил здесь один семестр и перевёлся в Ленинградский университет на математико-механический факультет. В июне 1940 года Меркин окончил университет и был оставлен в аспирантуре. Однако проработал в ней он только один год, потому как началась Великая Отечественная война.
Давид Рахмильевич был призван в армию и направлен в зенитно-артиллерийские части Карельского фронта. На войне занимал должности командира взвода управления, помощника начальника штаба и начальника штаба отдельного зенитно-артиллерийского дивизиона; с января 1944 года и до конца войны он был начальником отдела ПВО 32-й армии. Демобилизовался из армии Меркин в звании майора.
В октябре 1945 года он поступил на работу в Научно-исследовательский гидрографическо-штурманский институт Военно-морского флота. Восстановился в аспирантуре, написал кандидатскую диссертацию, которую защитил в 1947 году.
После успешной защиты был приглашен на должность старшего преподавателя кафедры теоретической механики Института точной механики и оптики, начал читать лекции на математико-механическом факультете Ленинградского государственного университета (ЛГУ).
В 1957 году Меркин защитил докторскую диссертацию, а в январе 1958 года он был утверждён в учёной степени доктора физико-математических наук.
В 1950—1957 годах Меркин работал на кафедре высшей математики Лесотехнической академии. Осенью 1957 года он перешёл в ЛГУ и возглавил кафедру теоретической механики.
Весной 1960 года Давид Рахмильевич принял предложение занять должность заведующего кафедрой теоретической механики Ленинградского института инженеров водного транспорта.
После выхода на пенсию Д. Р. Меркин продолжал работать в науке и образовании.
Умер 31 октября 2009 года в Санкт-Петербурге.

## Признание и память
- Награждён двумя орденами Отечественной войны и медалями, в числе которых «За оборону Советского Заполярья».